# Магалі-вусань північний
Мага́лі-вуса́нь північний (Sporopipes frontalis) — вид горобцеподібних птахів родини ткачикових (Ploceidae). Мешкає в регіоні Сахелю та в Східній Африці.

## Опис

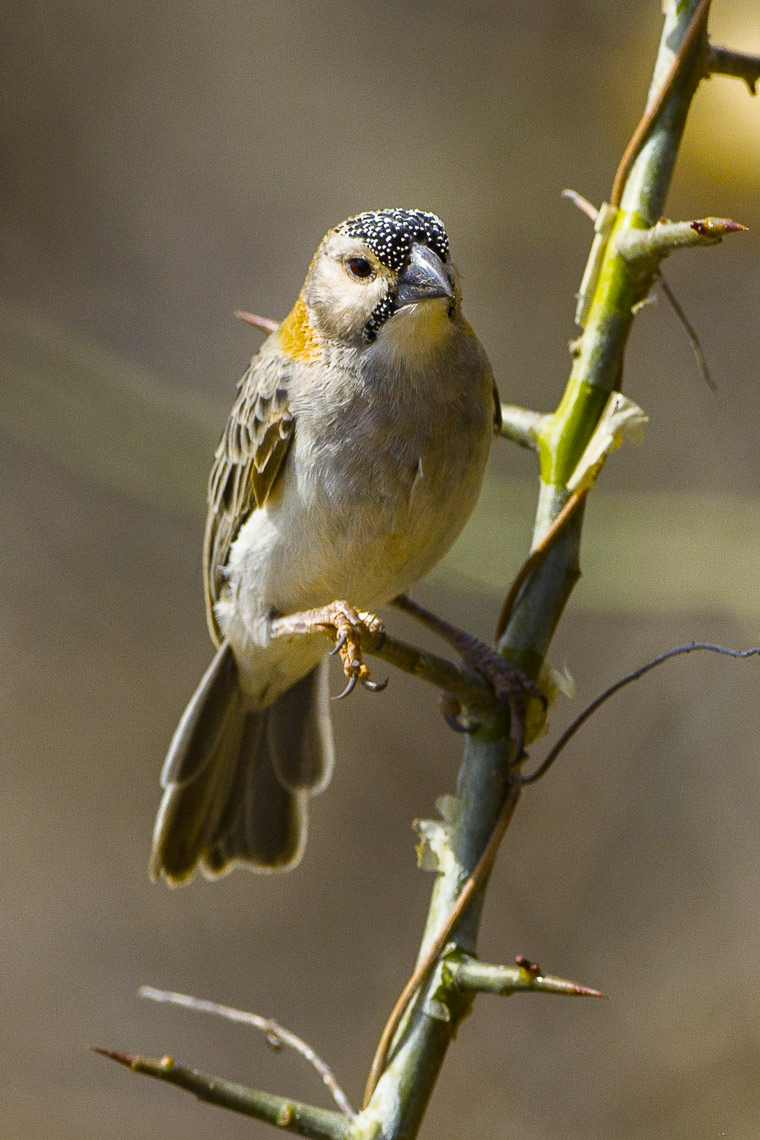
Південний магалі-вусань (Кенія)

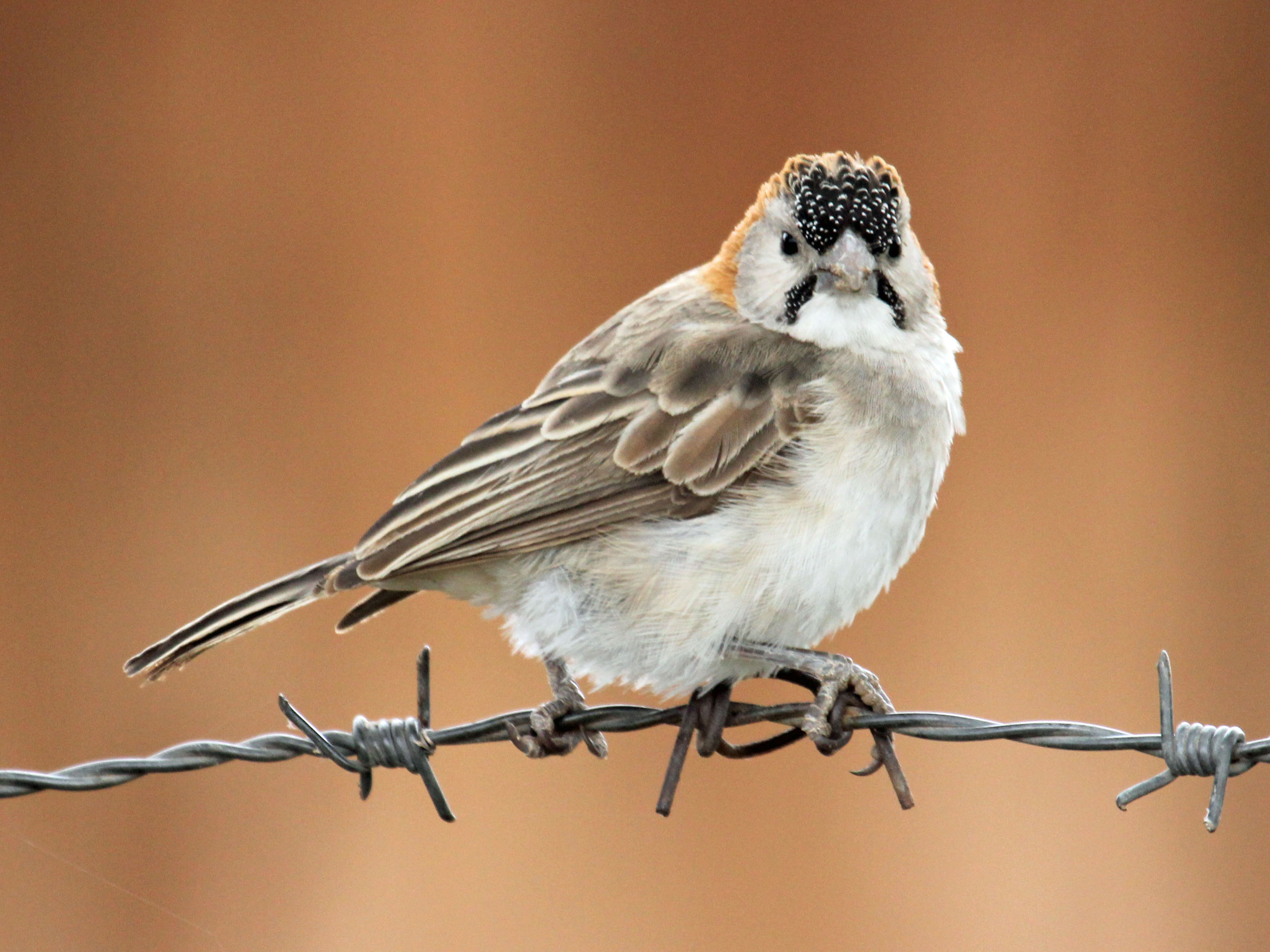
Південний магалі-вусань

Довжина птаха становить 11,5—13 см. Забарвлення переважно сіре. Лоб і тім'я чорні, сильно поцятковані білими плямками, потилиця і задня частина шиї рудувато-коричневі, під дзьобом помітні чорні «вуса». Спина попелясто-сіра, нижня частина тіла білувато-сіра. Очі карі, дзьоб роговий, лапи бурувато-сірі. У молодих птахів шия охриста.

## Підвиди
Виділяють два підвиди:
- S. f. frontalis (Daudin, 1800) — від Мавританії, Сенегалу і Гамібії до західної Ефіопії та Еритреї;
- S. f. emini Neumann, 1900 — Південний Судан, Уганда, Кенія і Танзанія.

## Поширення і екологія
Північні магалі-вусані мешкають в Мавританії, Сенегалі, Гамбії, Гвінеї, Малі, Буркіна-Фасо, Гані, Беніні, Нігері, Нігерії, Камеруні, Чаді, Центральноафриканській Республіці, Судані, Південному Судані, Ефіопії, Еритреї, Кенії, Танзанії і Уганді. Вони живуть в сухих саванах і сухих чагарникових заростях, поблизу людських поселень, на висоті від 400 до 2000 м над рівнем моря. Зустрічаються парами під час сезону розмноження і зграйками від 5 до 20 птахів протягом решти року. Часто приєднуються до змішаних зграй птахів разом з астрильдами. В деяких районах ведуть частково кочовий спосіб життя.

## Поведінка
Північні магалі-вусані живляться переважно насінням, а також комахами, яких шукають на землі, зокрема термітами. Вони є моногамними птахами, причому самиці є домінантними в парі. Гніздо велике, кулеподібне з бічним входом, розміщується на невисокій акації. Іноді північні магалі-вусані утворюють невеликі колонії. На півночі ареалу в кладці 2 яйця, в південних районах 3—4 блідо-сірих, поцяткованих темними плямками яйця.